# Karl Janotta
Karl Janotta nacido el 15 de mayo de 1880 en Viena (Austria) y muerto en 1966, fue un político y occidentalista austríaco.

## Trayectoria
Era el hijo del profesor August Janotta. Estudió en el gimnasio Teresiano, una fundación de la emperatriz María Teresa I de Austria, al cual sólo podían acceder jóvenes de la nobleza.
A pesar de este ambiente, Janotta se hizo socialista durante el tiempo que estuvo en el gimnasio tras leer la novela futurista de Eduard Bellamy titulada Flashback to the Year 2000. Después de la Primera Guerra Mundial trabajó como alcalde en Kaltenleutgeben, cerca de Viena.
Aparte de con el socialismo, se mantuvo ocupado con la lucha contra el alcoholismo y la cuestión de la lengua internacional, a la cual dedicó una gran parte de su vida.
Él mismo lo indicó en su Autobiographiette Interlinguistic:

Quam gimnasiast yo comensat studiar Volapük in 1896 o 1897. Ma secun li consilie de mi patre, quel judicat ti lingue quam ínapt por li scop visat, yo cessat aprender e propagar Volapük. In 1905, essente in Zürich, yo fat conossentie de Esperanto e participat quam raportero del "Neue Zürcher Zeitung" in 1906 in Genève al duesim Congress International de Esperanto, durant quel yo ha esset presentat a Dr. Samenhof. In 1907, essente in Karlsruhe, yo intrat in relationes corespondent con Couturat e devenit un del unesim Idistes.
In 1921 yo arangeat con Pigal, Moess e Quint li "Unesim International Congress de Ido" in Wien. In 1923 yo assistet li Duesim Congress International de Ido in Dessau (Germania) e esset electet quam presidente del congress.
In 1923 Pigal convertet me ad Occidental e acceptat me quam colaborator por li fundation del Occidental-Union e de su Central Oficie in Mauer apu Vienne. Ingeniero Hans Hoerbiger, li internationalmen conosset autor del Cosmogonie Glacial, devenit li Presidente Honorari e Mecen del Occidental-Union, Pigal devenit li director del Central Oficie e yo li secretario del sam institution. Li metodes purmen scientific e democratic, queles noi aplicat in li organisation del movement del interlingue Occidental, havet li efecte, que li Union progresset rapidmen, e que scientistes de fama international adheret al Union.
Completante ti dates interlinguistic noi cita su colaboration a OdW (Repetitorie del grammatica). Poy il publicat un litt manuale de Occidental in li editoria Frankh (Stuttgart). In ultra il scrit su "Complet grammatica", publicat in parte in Cosmoglotta 1929 sq., e mult altri articules interessant.

## Obras
- Repetitorie del grammatica
- Litt manuale de Occidental
- Complet grammatica